# Степной (Топчихинский район)
Степной — посёлок в Топчихинском районе Алтайского края. Входит в состав Победимского сельсовета.

## История
Посёлок был основан в 1935 году как база «Заготскота». В 1965 году посёлок присоединен в качестве четвёртого отделения к совхозу «Чистюньский».

## Население
| 1997 | 1998 | 1999 | 2000 | 2001 | 2002 |
| ---- | ---- | ---- | ---- | ---- | ---- |
| 40   | ↗43  | ↗45  | →45  | ↘30  | ↘14  |
| 2003 | 2004 | 2005 | 2006 | 2007 | 2008 |
| ↗18  | ↘14  | ↗17  | →17  | ↘16  | ↘7   |
| 2009 | 2010 | 2011 | 2012 | 2013 |      |
| ↘4   | →4   | ↘3   | ↗4   | ↘3   |      |

Национальный состав
Согласно результатам переписи 2002 года, в национальной структуре населения русские составляли 78 %.